# Jung Soon-ok (volley-ball)
Pour les articles homonymes, voir Jung.
Jung Soon-ok (hangeul : 정순옥 ; RR : Jeong Sunok ; MR : Chŏng Sunok), née le 16 février 1955, est une ancienne joueuse sud-coréenne de volley-ball.
Elle est médaillée de bronze aux Jeux de 1976.

## Carrière
Jung fait partie de l'équipe sud-coréenne qui remporte la médaille de bronze lors des Jeux olympiques de 1976.

## Palmarès
- Jeux olympiques
  -  1976 à Montréal.
- Championnat du monde
  -  1974 à Mexico.
- Jeux asiatiques
  -  1974 à Téhéran.